# Borszowice (gmina Sędziszów)
Borszowice – wieś w Polsce położona w województwie świętokrzyskim, w powiecie jędrzejowskim, w gminie Sędziszów.
W latach 1975–1998 miejscowość należała administracyjnie do województwa kieleckiego.

## Części miejscowości
| SIMC    | Nazwa  | Rodzaj     |
| ------- | ------ | ---------- |
| 0266850 | Psikus | część wsi  |
| 0266867 | Zagaje | przysiółek |

## Historia
Wieś notowana w początkach XIX wieku. Według spisu miast, wsi, osad Królestwa Polskiego z roku 1827, we wsi były 22 domostwa zamieszkałe przez 117 mieszkańców.